# Condado de Franklin (Carolina del Norte)
El condado de Franklin es un condado del estado de Carolina del Norte, Estados Unidos. Tiene una población estimada, a mediados de 2023, de 77 001 habitantes.
La sede del condado es Louisburg.

## Geografía
Según la Oficina del Censo, el condado tiene una superficie total de 1281.0 km², de los cuales 1273.8 km² corresponden a tierra firme y 7.2 km² están cubiertos de agua.

### Condados adyacentes
- Condado de Warren (noreste)
- Condado de Nash (este)
- Condado de Wake (suroeste)
- Condado de Granville (noroeste)
- Condado de Vance (norte)
- Condado de Johnston (sur)

## Demografía
Según el censo de 2020, en ese momento el condado tenía una población de 68 573 habitantes.
| Raza                   | Núm.   | Porc.   |
| ---------------------- | ------ | ------- |
| Blancos                | 43 473 | 63.40%  |
| Afroamericanos         | 15 990 | 23.32%  |
| Amerindios             | 491    | 0.72%   |
| Asiáticos              | 465    | 0.68%   |
| Isleños del Pacífico   | 24     | 0.03%   |
| De otras razas         | 4131   | 6.02%   |
| De una mezcla de razas | 3999   | 5.83%   |
| Total                  | 68 573 | 100.00% |

Del total de la población, el 10.15% eran hispanos o latinos de cualquier raza.

### Estimación 2018-2022
Según la estimación 2018-2022 de la Oficina del Censo, los ingresos medios de los habitantes del condado son de $73,182 y los ingresos medios de las familias son de $85,449. Los ingresos per cápita en los últimos doce meses, medidos en dólares de 2022, son de $33,313. Alrededor del 8.8% de la población está por debajo de la línea de pobreza nacional.

## Comunidades

### Pueblos
- Bunn
- Franklinton
- Louisburg
- Youngsville

### Lugares designados por el pueblo (census-designated places,CDP)
- Centerville
- Lake Royale

## Subdivisiones territoriales
El estado de Carolina del Norte no utiliza la herramienta de los townships como municipios. Los datos de las subdivisiones son mantenidos por la Oficina del Censo a los efectos exclusivamente estadísticos. No tienen, en la práctica, ninguna aplicación real y como referencias geográficas están en desuso.
Dichas subdivisiones geográficas son las siguientes:
- Cedar Rock Township
- Cypress Creek Township
- Dunn Township
- Franklinton Township
- Gold Mine Township
- Harris Township
- Hayesville Township
- Louisburg Township
- Sandy Creek Township
- Youngsville Township